# ヌルディン・モハンマド・トップ
ヌールディン・モハンマド・トップ（インドネシア語: Noordin Mohammad Top、1968年8月11日 - 2009年9月17日）は、マレーシア生まれのイスラーム主義活動家、テロリスト。
インドネシアを拠点に活動する東南アジアのイスラーム主義組織ジェマ・イスラミアの強硬派指導者として、同国内で発生した数々のテロ事件を主導していたとされる。
2009年9月17日、インドネシア中部ジャワ州スラカルタの隠れ家に潜伏していたところを、インドネシア国家警察の対テロ特殊部隊（Detachment 88）が急襲。9時間に及ぶ銃撃戦の末、同じ隠れ家に潜伏していた他の3人と共に死亡した。

## 関連
- アブ・バカール・バッシール